# Cryphia hampsoni
Cryphia hampsoni là một loài bướm đêm trong họ Noctuidae.